# Lothar Späth
Lothar Späth (Sigmaringa, 16 de noviembre de 1937-Stuttgart, 18 de marzo de 2016) fue un director ejecutivo y político alemán de la CDU.

## Biografía
En 1967 fue elegido alcalde de la ciudad de Bietigheim-Bissingen y en 1968 diputado del Parlamento Regional de Baden-Württemberg, donde a partir de 1972 fue presidente del grupo parlamentario de su partido.
Entre febrero y agosto de 1978 fue Ministro del Interior de Baden-Wurtemberg, bajo el gobierno de Hans Filbinger, y del 30 de agosto de 1978 al 13 de enero de 1991, Späth ocupó el cargo de ministro-presidente de este estado federado. Desde 1979 hasta 1991 fue presidente de la CDU en Baden-Wurtemberg y presidente del Bundesrat entre 1984 y 1985. Después de dejar la política en 1991 al ser vinculado a un escándalo de corrupción, Späth encabezó la empresa Jenoptik hasta 2003.
De 1998 a 2001, Späth presentó un programa de entrevistas en televisión titulado Späth am Abend. El título era un juego de palabras entre "Tarde en la noche" (Spät am Abend) y "Späth en la noche", una referencia al nombre del presentador. Falleció el 18 de marzo de 2016 a la edad de 78 años. Al momento de su muerte sufría de demencia y vivía en un hogar de ancianos en Stuttgart.